# هایپه آلپی آدریا بنک
هایپه آلپی آدریا بنک (انگلیسی: Hypo Alpe Adria Bank) شرکت خدمات مالی و بانکداری اتریشی است، که در سال ۱۸۹۶ تأسیس شد.